# اتحاد الجامعات المتوسطية
اتحاد الجامعات المتوسطية (بالإنجليزية: Mediterranean Universities Union، وبالإيطالية: Unione delle Università del Mediterraneo، وتختصر إلى UNIMED يونيميد) هو رابطة أكاديمية تضم 162 جامعة من جامعات دول حوض البحر المتوسط (أو ذات اهتمام خاص بمنطقة حوض البحر المتوسط). يقع مقر الرابطة في العاصمة الإيطالية روما.

## الجامعات الأعضاء
قائمة الجامعات الأعضاء هنا

## وصلات خارجية
- يونيميد ـ الموقع الرسمي